# جيم كروفورد (لاعب كرة قدم أمريكية)
جيم كروفورد (بالإنجليزية: Jim Crawford)‏ هو لاعب كرة قدم أمريكية أمريكي، ولد في 26 أغسطس 1935 في غريبول في الولايات المتحدة، وتوفي في 10 يونيو 2018 في Coleman, Oklahoma ‏ في الولايات المتحدة.

## وصلات خارجية
- جيم كروفورد على موقع مرجع كرة القدم المحترفة.كوم (الإنجليزية)